# Anomala mimeloides
Anomala mimeloides är en skalbaggsart som beskrevs av Ohaus 1902. Anomala mimeloides ingår i släktet Anomala och familjen Rutelidae. Inga underarter finns listade i Catalogue of Life.